# Emma Giegżno
Emma Giegżno (ur. 7 maja 1995) – polska aktorka teatralna i telewizyjna.

## Życiorys
W 2017 otrzymała wyróżnienie zespołowe dla twórców i wykonawców spektaklu Szekspir czy buty z PWST w Krakowie w Konkursie SzekspirOFF na 21. Festiwalu Szekspirowskim w Gdańsku. W 2018 dostała wyróżnienie aktorskie za rolę w spektaklu Prawie my na 36. Festiwalu Szkół Teatralnych w Łodzi. W 2019 ukończyła studia na Wydziale Aktorskim Akademii Sztuk Teatralnych im. Stanisława Wyspiańskiego w Krakowie.

## Filmografia
| Rok       | Tytuł                        | Rola                              | Uwagi     |
| --------- | ---------------------------- | --------------------------------- | --------- |
| 2017      | Belfer                       | Tosia Wnuk                        | odc. 2, 3 |
| 2018      | Korona królów                | Aleksandra Olgierdówna            |           |
| 2019      | W rytmie serca               | Tatiana, żona Artura Solińskiego  | odc. 57   |
| 2019      | Underdog                     | Sonia Bogucka, córka Niny         |           |
| 2019      | Na bank się uda              | Maja                              |           |
| 2019      | Komisarz Alex                | Anka Walczak                      | odc. 154  |
| 2020–2024 | Szadź                        | Jola Polkowska, córka Agnieszki   |           |
| 2020–2021 | Chyłka                       | sekretarka                        |           |
| 2021      | W jak morderstwo             | Weronika Bielecka                 |           |
| 2021      | Usta usta                    | Amelia, dyrektor generalna firmy  | odc. 44   |
| 2021      | Lokal zamknięty              | prostytutka Natka                 |           |
| 2021      | To musi być miłość           | Olka, przyjaciółka Zuzy           |           |
| 2021      | M jak miłość                 | Dorota                            |           |
| 2021–2022 | Papiery na szczęście         | Kamila                            |           |
| 2022      | Kuchnia                      | Inez                              | odc. 37   |
| 2023      | Matylda                      | Aleksandra Różańska, córka Heleny |           |
| 2023–2024 | Korona królów. Jagiellonowie | Julianna Holszańska               |           |
| 2024      | Profilerka                   | dziennikarka Hanka Pietrewicz     |           |

Sporządzono na podstawie materiału źródłowego.